# Opuiaki River
Der Opuiaki River ist ein Fluss im Norden der Nordinsel Neuseelands. Er entspringt in der Kaimai Range und fließt etwa 21 km in nordöstlicher Richtung bis zum Lake McLaren, der über den Wairoa River entwässert. Nordwestlich des Flusses führt der New Zealand State Highway 29 über die Bergkette nach Tauranga an der Bay of Plenty.